# Corinne Suter
Corinne Silvia Suter (* 28. September 1994 in Schwyz) ist eine Schweizer Skirennfahrerin. Sie gehört seit 2010 dem Kader des Schweizer Skiverbandes Swiss-Ski an und ist vor allem in Abfahrt und Super-G erfolgreich. In der Saison 2019/20 entschied sie in beiden Disziplinen die Weltcup-Disziplinenwertung für sich, 2021 wurde sie in der Abfahrt Weltmeisterin und 2022 Olympiasiegerin.

## Biografie
Suter fuhr als Angehörige des Nationalen Leistungszentrums Ski Alpin im November 2009 ihre ersten FIS-Rennen und kam bereits im Januar des nächsten Jahres erstmals im Europacup zum Einsatz. Nach diesem Winter wurde sie im Frühling 2010 als jüngste Athletin in das C-Kader des Schweizer Skiverbandes Swiss-Ski aufgenommen. Ab Sommer 2010 besuchte sie die Sportschule in Engelberg. Im Winter 2010/11 startete Suter neben FIS-Rennen vermehrt im Europacup und erreichte bereits zu Beginn der Saison mit Platz sechs in der Abfahrt von St. Moritz ihr erstes Top-10-Ergebnis. Nachdem sie im Januar 2011 in ihrer Altersklasse Juniorinnen I Schweizer Juniorenmeisterin im Riesenslalom geworden war, nahm sie im nächsten Monat an den Juniorenweltmeisterschaften 2011 in Crans-Montana teil, wo sie Neunte im Super-G und trotz Sturz Zwanzigste in der Abfahrt wurde. Im Slalom schied sie im zweiten Durchgang aus, und beim Riesenslalom verzichtete sie am Tag nach ihrem Abfahrtssturz wegen einer Schienbeinprellung auf einen Start. Kurz nach der Junioren-WM wurde sie Siebte im Slalom des European Youth Olympic Festival in Liberec, im März gewann sie in ihrer Altersklasse auch den Schweizer Juniorinnenmeistertitel in der Abfahrt.
Nachdem Suter im September 2011 den Riesenslalom der neuseeländischen Meisterschaften gewonnen hatte, kam sie Ende November desselben Jahres in Aspen erstmals zu zwei Weltcupeinsätzen. Sie schied jedoch sowohl im Slalom als auch im Riesenslalom aus. Besser erging es ihr bei den anschliessenden Nor-Am-Rennen am selben Ort, bei denen sie zweimal auf das Podest fuhr. Wieder zurück auf europäischem Boden, feierte sie am 19. Dezember 2011 im Riesenslalom von Valtournenche ihren ersten Sieg im Europacup. Bei den Juniorenweltmeisterschaften 2012 in Roccaraso gewann Suter mit den Plätzen vier im Super-G, sieben im Riesenslalom und zwölf im Slalom die Bronzemedaille in der Kombination. Bei den Schweizer Meisterschaften 2012 erreichte sie drei zweite Plätze. Am Ende der Saison stieg sie nach zwei Jahren im C-Kader in das B-Kader von Swiss-Ski auf.
Bei den Juniorenweltmeisterschaften 2013 gewann Suter die Silbermedaille im Super-G. Auch bei den Juniorenweltmeisterschaften 2014 im slowakischen Jasná war sie erfolgreich: Nach der Silbermedaille mit der Mannschaft folgten die Goldmedaillen im Super-G und in der Abfahrt. Am Ende der Europacupsaison 2013/14 entschied sie sowohl die Abfahrts- als auch die Super-G-Wertung für sich. Schliesslich errang sie auch noch ihren ersten Schweizer Meistertitel in der Abfahrt. Am 5. Dezember 2014 gewann sie als 30. der Abfahrt in Lake Louise erstmals Weltcuppunkte. Ende Januar 2015 zog sie sich eine Quetschung im linken Tibiakopf sowie einen Innenbandriss zu, womit sie für den Rest der Saison 2014/15 ausfiel.
Suter überwand die Verletzung rascher als erwartet und fand in der Saison 2015/16 den Anschluss an die Weltspitze. In diesem Winter gelangen ihr fünf Top-10-Ergebnisse. Sie stürzte am 6. Februar 2016 in der Abfahrt von Garmisch-Partenkirchen und zog sich dabei Prellungen und eine leichte Gehirnerschütterung zu. Obwohl sie deswegen zwei Wochen lang pausieren musste, schaffte sie es, in der Abfahrts-Disziplinenwertung den neunten Platz zu belegen. Anfang September 2017, am letzten Trainingstag in Südamerika, stürzte Suter und zog sich einen komplexen Bänderriss im linken Daumen zu. In der folgenden Saison 2017/18 erreichte sie eine Top-10-Platzierung.
Im Sommer 2018 führte ein Bluterguss unter dem Zehennagel zu einer Infektion, die sich zu einer Blutvergiftung entwickelte. Gerade noch rechtzeitig konnte diese behandelt werden, sonst hätte eine Amputation des Fusses gedroht. Suter verpasste knapp zwei Monate der Saisonvorbereitung, holte den Trainingsrückstand aber auf. In der Saison 2018/19 zeigte sie stark verbesserte Leistungen und erzielte bei zwei Weltcupabfahrten jeweils den vierten Platz. Ohne zuvor auf einem Weltcup-Podest gestanden zu haben, gewann sie am 5. Februar bei den Weltmeisterschaften 2019 in Åre etwas überraschend die Bronzemedaille im Super-G. Fünf Tage später kam die Silbermedaille in der Abfahrt hinzu.
Gleich nach den Weltmeisterschaften fuhr Suter in der Abfahrt von Crans-Montana als Dritte auch bei einem Weltcuprennen erstmals aufs Podest. Wegen fehlerhafter Zeitmessungen wurde dies jedoch erst drei Tage nach dem Rennen bekanntgegeben. Nach zwei weiteren Podestplätzen zu Beginn der Saison 2019/20 gelang Suter am 11. Januar 2020 in der Abfahrt von Zauchensee der erste Weltcupsieg. Vier Wochen später, am 9. Februar 2020, gewann sie mit dem Super-G in Garmisch-Partenkirchen ihr zweites Weltcuprennen. Zum Abschluss der äusserst erfolgreichen Saison entschied sie dank konstanten Leistungen sowohl die Abfahrts- als auch die Super-G-Disziplinenwertung für sich.
Bei den Weltmeisterschaften 2021 in Cortina d’Ampezzo gewann Suter die Goldmedaille in der Abfahrt und die Silbermedaille im Super-G. Im Verlaufe der Weltcupsaison 2020/21 gelangen ihr ein Sieg sowie sechs weitere Podestplätze. Ende September 2021 stürzte Suter im Training und zog sich dabei schwere Prellungen an den Schienbeinen zu, eine Operation war jedoch nicht erforderlich. Trotz der stark beeinträchtigten Saisonvorbereitung gelang ihr bereits Anfang Dezember ein dritter Platz in der Abfahrt von Lake Louise. Im Januar 2022 kamen ein zweiter Platz im Super-G von Zauchensee und ein Sieg in der Abfahrt von Garmisch-Partenkirchen hinzu. Bei den Olympischen Winterspielen 2022 in Peking gewann sie in der Abfahrt die Goldmedaille.
Suter startete hervorragend in die Weltcupsaison 2022/23 und schaffte zu Beginn des Winters vier Podestplätze in Folge, darunter ein Sieg am 4. Dezember in Lake Louise. Ab Mitte Dezember folgte jedoch eine Baisse mit eher mittelmässigen Ergebnissen. Am 20. Januar 2023 stürzte sie in der Abfahrt von Cortina d’Ampezzo schwer und zog sich dabei eine Gehirnerschütterung zu, die sie in der Folge stark einschränkte, weshalb sie zwei Wochen lang auf Trainings und Renneinsätze verzichtete. Es schien zunächst fraglich, ob sie überhaupt an den Weltmeisterschaften 2023 in Méribel würde teilnehmen können. Doch dann sorgte sie für eine Überraschung, als sie im zweiten Rennen nach dem Unfall die Bronzemedaille in der Abfahrt gewann.
Im August 2023 wurde bekannt, dass Suter als erste Schweizer Sportlerin zukünftig Modell für die Luxusmarke Dior sein wird. Die Weltcupsaison 2023/24 begann für Suter durchzogen. Am 26. Januar 2024 verletzte sie sich bei der Abfahrt von Cortina d’Ampezzo, wie schon ein Jahr zuvor, bei einem Sprung am linken Knie schwer. Sie erlitt einen Kreuzbandriss, was das Ende der Saison bedeutete.

## Erfolge

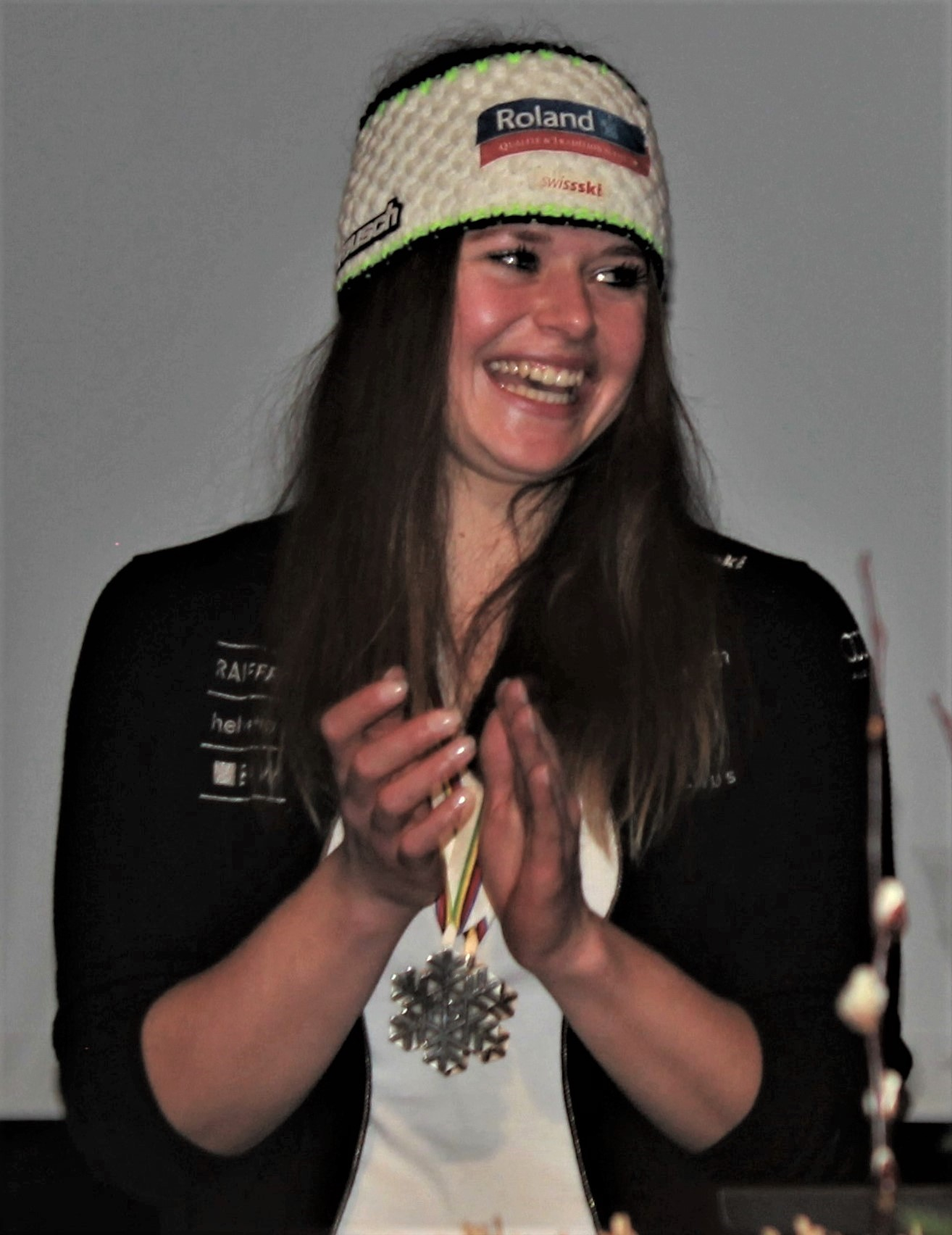
Corinne Suter 2019 nach ihrem Erfolg in Åre.

### Olympische Spiele
- Pyeongchang 2018: 6. Abfahrt, 17. Super-G
- Peking 2022: 1. Abfahrt, 13. Super-G

### Weltmeisterschaften
- St. Moritz 2017: 12. Super-G, 18. Abfahrt
- Åre 2019: 2. Abfahrt, 3. Super-G
- Cortina d’Ampezzo 2021: 1. Abfahrt, 2. Super-G, 18. Riesenslalom
- Courchevel/Méribel 2023: 3. Abfahrt, 20. Super-G
- Saalbach-Hinterglemm 2025: 7. Abfahrt, 7. Team-Kombination, 14. Super-G

### Weltcupwertungen
| Saison  | Gesamt                                                   | Gesamt                                                   | Abfahrt                                                  | Abfahrt                                                  | Super-G                                                  | Super-G                                                  | Riesenslalom                                             | Riesenslalom                                             | Kombination                                              | Kombination                                              |
| Saison  | Platz                                                    | Punkte                                                   | Platz                                                    | Punkte                                                   | Platz                                                    | Punkte                                                   | Platz                                                    | Punkte                                                   | Platz                                                    | Punkte                                                   |
| ------- | -------------------------------------------------------- | -------------------------------------------------------- | -------------------------------------------------------- | -------------------------------------------------------- | -------------------------------------------------------- | -------------------------------------------------------- | -------------------------------------------------------- | -------------------------------------------------------- | -------------------------------------------------------- | -------------------------------------------------------- |
| 2011/12 | An Weltcuprennen teilgenommen, aber keine Punkte geholt. | An Weltcuprennen teilgenommen, aber keine Punkte geholt. | An Weltcuprennen teilgenommen, aber keine Punkte geholt. | An Weltcuprennen teilgenommen, aber keine Punkte geholt. | An Weltcuprennen teilgenommen, aber keine Punkte geholt. | An Weltcuprennen teilgenommen, aber keine Punkte geholt. | An Weltcuprennen teilgenommen, aber keine Punkte geholt. | An Weltcuprennen teilgenommen, aber keine Punkte geholt. | An Weltcuprennen teilgenommen, aber keine Punkte geholt. | An Weltcuprennen teilgenommen, aber keine Punkte geholt. |
| 2012/13 | An Weltcuprennen teilgenommen, aber keine Punkte geholt. | An Weltcuprennen teilgenommen, aber keine Punkte geholt. | An Weltcuprennen teilgenommen, aber keine Punkte geholt. | An Weltcuprennen teilgenommen, aber keine Punkte geholt. | An Weltcuprennen teilgenommen, aber keine Punkte geholt. | An Weltcuprennen teilgenommen, aber keine Punkte geholt. | An Weltcuprennen teilgenommen, aber keine Punkte geholt. | An Weltcuprennen teilgenommen, aber keine Punkte geholt. | An Weltcuprennen teilgenommen, aber keine Punkte geholt. | An Weltcuprennen teilgenommen, aber keine Punkte geholt. |
| 2013/14 | An Weltcuprennen teilgenommen, aber keine Punkte geholt. | An Weltcuprennen teilgenommen, aber keine Punkte geholt. | An Weltcuprennen teilgenommen, aber keine Punkte geholt. | An Weltcuprennen teilgenommen, aber keine Punkte geholt. | An Weltcuprennen teilgenommen, aber keine Punkte geholt. | An Weltcuprennen teilgenommen, aber keine Punkte geholt. | An Weltcuprennen teilgenommen, aber keine Punkte geholt. | An Weltcuprennen teilgenommen, aber keine Punkte geholt. | An Weltcuprennen teilgenommen, aber keine Punkte geholt. | An Weltcuprennen teilgenommen, aber keine Punkte geholt. |
| 2014/15 | 117.                                                     | 4                                                        | 48.                                                      | 1                                                        | 54.                                                      | 3                                                        | –                                                        | –                                                        | –                                                        | –                                                        |
| 2015/16 | 29.                                                      | 356                                                      | 9.                                                       | 240                                                      | 18.                                                      | 116                                                      | –                                                        | –                                                        | –                                                        | –                                                        |
| 2016/17 | 33.                                                      | 274                                                      | 15.                                                      | 138                                                      | 13.                                                      | 124                                                      | –                                                        | –                                                        | 41.                                                      | 12                                                       |
| 2017/18 | 34.                                                      | 246                                                      | 20.                                                      | 109                                                      | 15.                                                      | 137                                                      | –                                                        | –                                                        | –                                                        | –                                                        |
| 2018/19 | 18.                                                      | 393                                                      | 6.                                                       | 288                                                      | 16.                                                      | 105                                                      | –                                                        | –                                                        | –                                                        | –                                                        |
| 2019/20 | 4.                                                       | 837                                                      | 1.                                                       | 477                                                      | 1.                                                       | 360                                                      | –                                                        | –                                                        | –                                                        | –                                                        |
| 2020/21 | 8.                                                       | 753                                                      | 2.                                                       | 410                                                      | 3.                                                       | 310                                                      | 30.                                                      | 33                                                       | –                                                        | –                                                        |
| 2021/22 | 9.                                                       | 697                                                      | 2.                                                       | 407                                                      | 8.                                                       | 277                                                      | 45.                                                      | 13                                                       | –                                                        | –                                                        |
| 2022/23 | 12.                                                      | 571                                                      | 3.                                                       | 309                                                      | 6.                                                       | 259                                                      | 47.                                                      | 3                                                        | –                                                        | –                                                        |
| 2023/24 | 55.                                                      | 149                                                      | 28.                                                      | 53                                                       | 20.                                                      | 96                                                       | –                                                        | –                                                        | –                                                        | –                                                        |

### Weltcupsiege
Corinne Suter errang bisher 26 Podestplätze, davon 5 Siege:
| Datum             | Ort                    | Land        | Disziplin |
| ----------------- | ---------------------- | ----------- | --------- |
| 11. Januar 2020   | Zauchensee             | Österreich  | Abfahrt   |
| 9. Februar 2020   | Garmisch-Partenkirchen | Deutschland | Super-G   |
| 18. Dezember 2020 | Val-d’Isère            | Frankreich  | Abfahrt   |
| 29. Januar 2022   | Garmisch-Partenkirchen | Deutschland | Abfahrt   |
| 4. Dezember 2022  | Lake Louise            | Kanada      | Super-G   |

### Europacup
- Saison 2011/12: 10. Riesenslalomwertung
- Saison 2012/13: 7. Gesamtwertung, 2. Super-G-Wertung, 5. Abfahrtswertung
- Saison 2013/14: 2. Gesamtwertung, 1. Abfahrtswertung, 1. Super-G-Wertung
- 12 Podestplätze, davon 7 Siege:

| Datum             | Ort             | Land       | Disziplin    |
| ----------------- | --------------- | ---------- | ------------ |
| 19. Dezember 2011 | Valtournenche   | Italien    | Riesenslalom |
| 13. Dezember 2012 | St. Moritz      | Schweiz    | Abfahrt      |
| 21. Dezember 2012 | Crans-Montana   | Schweiz    | Super-G      |
| 4. Februar 2013   | Sella Nevea     | Italien    | Super-G      |
| 17. Januar 2014   | Innerkrems      | Österreich | Abfahrt      |
| 23. Januar 2014   | Spital am Pyhrn | Österreich | Super-G      |
| 31. Januar 2014   | Serre Chevalier | Frankreich | Super-G      |

### Juniorenweltmeisterschaften
- Crans-Montana 2011: 9. Super-G, 20. Abfahrt
- Roccaraso 2012: 3. Kombination, 4. Super-G, 7. Riesenslalom, 12. Slalom
- Québec 2013: 2. Super-G, 15. Abfahrt, 21. Slalom
- Jasná 2014: 1. Abfahrt, 1. Super-G, 2. Mannschaft, 12. Riesenslalom

### Weitere Erfolge
- 2 Podestplätze im Nor-Am Cup
- 7 Schweizer Meistertitel (Abfahrt 2014, 2017 und 2019; Super-G 2017, 2019, 2022, 2025)
- Schweizer Juniorenmeisterin (Juniorinnen I) in der Abfahrt und im Riesenslalom 2011
- 1 Sieg in FIS-Rennen
- Sieg bei der neuseeländischen Riesenslalom-Meisterschaft 2011